# Fortes (matador)
Saúl Jiménez Fortes, utilisant comme « apodo » (pseudonyme) le seul patronyme de sa mère, né le 11 janvier 1990 à Malaga (Espagne), est un matador espagnol.
Gravement blessé au cou le 14 mai 2015, et s'en sortant miraculeusement, il se fait de nouveau blesser le 16 août 2015, à la gorge. 

## Carrière
- Débuts en novillada avec picadors : Benalmádena (Espagne, province de Malaga) le 8 mars 2009 aux côtés de Ismael Cuevas. Novillos de la ganadería de Dolorés Rufino.
- Présentation à Madrid : 21 mars 2010 aux côtés de Fernando Tendero et Sergio Blanco. Novillos de la ganadería de Virgen María.
- Alternative : Bilbao (Espagne, Biscaye) le 24 août 2011. Parrain, « El Juli » ; témoin, Alejandro Talavante. Taureaux de la ganadería de Jandilla.